# -rich
-rich ist ein Wortbestandteil in germanischen und deutschen Personennamen.

## Hintergrund
Namensformen auf -rich gehörten zu typischen Bildungen von zweiteiligen Namen in germanischen Sprachen, wie analoge Bildungen auf -bert, -mund, -hart, u. a. 
Namen dieses Typs wurden zuerst bei Führern ostgermanischer Stämme erwähnt, sie waren vom 4. bis 6. Jahrhundert besonders verbreitet (Ermanarich, Theoderich der Große, Geiserich usw.).
Seit dem 10. Jahrhundert erschienen solche Namen häufiger (Heinrich I., Friedrich u. a.). Sie blieben bis ins 20. Jahrhundert eine verbreitete Namensform im deutschen Sprachgebiet.

## Bedeutung
-rich leitete sich her von germanisch rîhhi, althochdeutsch dann rîche, ursprünglich Reich, auch Macht.

## Personennamen

### Rich-
- Richard, Richardis
- Richenza
- Richhilde
- Richmund
- Richwin

### -rich
- Adalrich
- Alberich, Alverich
- Alarich
- Amalrich
- Athalarich
- Baderich
- Chilperich
- Dietrich, Theoderich
- Erich, Erarich, Eurich
- Friedrich
- Gadarich
- Geberich
- Geiserich
- Gunderich, Guntherich
- Heinrich
- Helperich
- Hilderich
- Hunerich
- Munderich
- Pitterich
- Roderich
- Sigerich
- Ulrich, Udalrich
- Witterich, Widerich
- Wigerich
- Winrich